# Dragon's Lair 3D: Return to the Lair
Dragon's Lair 3D: Return to the Lair est un jeu vidéo d'action-aventure développé par Dragonstone Software et édité par Ubi Soft, sorti en 2002 sur Windows, GameCube, PlayStation 2 et Xbox.
Le jeu propose des graphismes en cel shading.

## Accueil
- Jeux vidéo Magazine : 12/20 (PC)[1]
- Jeuxvideo.com : 10/20 (PC)[2] - 11/20 (XB)[3] - 12/20 (GC/PS2)[4]